# عبد اللطيف العنزي
عبد اللطيف العنزي (مواليد 9 يناير 1995) هو لاعب كرة قدم سعودي لعب سابقاً في نادي أحد.

## وصلات خارجية
- عبد اللطيف العنزي